# Estación de Ventas
Ventas es una estación de las líneas 2 y 5 del Metro de Madrid (España) situada bajo la calle Alcalá, dentro del madrileño distrito de Salamanca. Toma el nombre de la contigua Plaza de Toros de Las Ventas, ya que no se encuentra en el barrio de Ventas, que está al otro lado de la M-30 respecto a la estación, sino en el barrio de La Guindalera.

## Historia
La estación abrió al público como terminal de la línea 2 el 14 de junio de 1924.
El 28 de mayo de 1964 dejó de ser terminal al continuarse la línea hasta Ciudad Lineal.
El 26 de febrero de 1970 fueron inaugurados los nuevos andenes de la línea 5 y el 2 de marzo del mismo año se abrieron al público como resultado de la ejecución del tramo Callao-Ventas, incluyendo en su trazado el tramo Ventas-Ciudad Lineal a partir del 20 de julio de 1970, y volviéndose a convertir en cabecera de la línea 2.
La estación de línea 2 dejó de ser la estación cabecera el 16 de febrero de 2007 cuando se amplió hasta La Elipa.

## Accesos
Vestíbulo Ventas
- Plaza de Toros C/ Alcalá, 237 (frente a Pza. Toros de Las Ventas)
- Plaza de Toros C/ Alcalá, 237 (frente a Pza. Toros de Las Ventas)

## Líneas y conexiones

### Metro

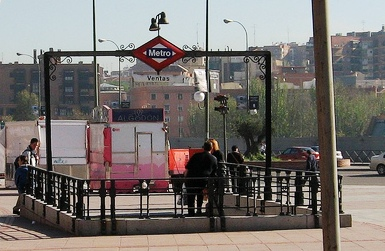
Acceso junto a la calle Alcalá y el Puente de Ventas.

| << cabecera      | < estación | línea | estación >     | cabecera >>    |
| ---------------- | ---------- | ----- | -------------- | -------------- |
| Las Rosas        | La Elipa   |       | Manuel Becerra | Cuatro Caminos |
| Alameda de Osuna | El Carmen  |       | Diego de León  | Casa de Campo  |

### Autobuses

Situación de las paradas de autobús y de las bocas del metro.

| Diurnos   |                           |                                |
| Línea     | Destino                   | Parada                         |
| 12        | Pº Marqués de Zafra       | 686 ALCALÁ-BOCÁNGEL            |
| 21        | Bº El Salvador            | 686 ALCALÁ-BOCÁNGEL            |
| 53        | Arturo Soria              | 686 ALCALÁ-BOCÁNGEL            |
| 53        | Sol / Sevilla             | 712 VENTAS (C/ Julio Camba, 3) |
| 38        | Las Rosas                 | 756 VENTAS (C/ Alcalá, 202)    |
| 106       | Vicálvaro                 | 756 VENTAS (C/ Alcalá, 202)    |
| 110       | Cementerio de La Almudena | 756 VENTAS (C/ Alcalá, 202)    |
| 146       | Los Molinos               | 756 VENTAS (C/ Alcalá, 202)    |
| 210       | La Elipa                  | 756 VENTAS (C/ Alcalá, 202)    |
| 21        | Pº Pintor Rosales         | 757 VENTAS (Plaza de Toros)    |
| 38        | Manuel Becerra            | 757 VENTAS (Plaza de Toros)    |
| 106       | Manuel Becerra            | 757 VENTAS (Plaza de Toros)    |
| 110       | Manuel Becerra            | 757 VENTAS (Plaza de Toros)    |
| 146       | Callao                    | 757 VENTAS (Plaza de Toros)    |
| 210       | Diego de León             | 757 VENTAS (Plaza de Toros)    |
| Nocturnos |                           |                                |
| Línea     | Destino                   | Parada                         |
| N5        | Colonia Fin de Semana     | 756 VENTAS (C/ Alcalá, 202)    |
| N7        | Valderrivas               | 756 VENTAS (C/ Alcalá, 202)    |
| N5        | Cibeles                   | 757 VENTAS (Plaza de Toros)    |
| N7        | Cibeles                   | 757 VENTAS (Plaza de Toros)    |